# Umnak
L'Illa Umnak (Unmax en aleutià) és una de les Illes Fox de les Illes Aleutianes. Amb 1.776,76 km² de superfície és la tercera illa més gran de l'arxipèlag de les Aleutianes i la dinovena més gran dels Estats Units. L'illa acull una gran caldera volcànica al Mont Okmok i es troba separada de l'illa d'Unalaska pel pas Umnak. Al cens del 2000 l'illa tenia 39 persones que es trobaven concentrades en l'única comunitat existent, Nikolski. Fort Glenn, una antiga instal·lació militar important a la costa nord-est de lilla, va jugar un important paper durant la Segona Guerra Mundial. El dissabte 12 de juliol de 2008, el Mont Okmok entrà en erupció i envià cendres a més de 15.000 metres d'altura, forçant a l'evacuació de Fort Glenn

## Història
L'assentament més antic documentat a Umnak es troba a Anangula i data de fa 8.400 anys. Posteriorment fou abandonat, mentre s'ocupava l'assentament de Sandy Beach, juntament amb Idaliuk i Chaluka. La majoria dels primers assentaments que van prosperar a Umnak estaven situats al costat dels rierols. L'òptim climàtic de l'Holocè, entre fa 8250 i 3000 anys, va permetre una major oferta d'aliments als habitants de l'illa.
Els primers occidentals en arribar fins a Umnak foren comerciants de pells russos durant la dècada de 1750. Els abusos comesos pels russos van portar a una aliança entre els aleutians de les illes Fox. Durant l'hivern de 1761 a 1762 les tripulacions de quatre vaixells russos van ser massacrades. La resposta russa, iniciada el 1764, va suposar la fi de la independència dels aleutians.
La història moderna de l'illa d'Imnak es troba lligada a l'establiment de diverses bases aèries a la zona durant la Segona Guerra Mundial. L'objectiu d'aquestes bases a les Illes Aleutianes era no només la defensa de Dutch Harbor, sinó també poder llançar atacs contra els japonesos arran de l'ocupació Japonesa d'Attu.

## Geografia
Umnak, la tercera illa més gran de les illes Aleutianes després d'Unimak i Unalaska, es troba a les illes Fox, un subgrup de les illes Aleutianes, al mar de Bering, al sud-oest de la gran illa d'Unalaska. L'illa fa entre 110 i 116 quilòmetres de llarg per 26 d'amplada. L'illa es va separar del continent durant la darrera glaciació i ara es troba a 300 km de la costa d'Amèrica del Nord. És una illa volcànica activa, amb una superfície de 1.793,2 km² i un perímetre de 330,2 km. La màxima alçada de l'illa és de 2.149, al mont Vsevidof. L'illa és molt muntanyosa i té una escassa vegetació. L'illa no té cap port, tot i que sí una gran badia a la part oest de l'illa, en la qual hi ha l'illa Adugak. El punt més meridional de l'illa és conegut com a Cap Sagak.
| Esquerra: Caldera Okmok, nord d'Umnak. Dreta: sud d'Umnak. |  | Esquerra: Caldera Okmok, nord d'Umnak. Dreta: sud d'Umnak. |
| Esquerra: Caldera Okmok, nord d'Umnak. Dreta: sud d'Umnak. |  |                                                            |

El cim més alt de l'illa, el mont Vsevidof, és un estratovolcà que es troba a la part sud-oest de l'illa. El seu con simètric s'eleva abruptament de l'entorn i forma un ample cràter d'1,2 km a 2.149 metres. La seva darrera erupció va ser causada per un terratrèmol que va tenir lloc el 9 de març de 1957. Dos dies més tard el volcà entrà en erupció, la qual finalitzà el 12 de març. A l'est del mont Vsevidof hi ha la vall de Russian Bay i un altre volcà, el mont Recheshnoi, que també s'eleva abruptament fins als 1.984 metres. Al sud-oest hi ha l'assentament de Nikolski i el llac Umnak, de poc més de 2 quilòmetres de llarg. L'antic assentament de Chaluka es troba entre aquest llac i Nikolski.
La part nord-est de l'illa conté roques basàltiques toleitiques i es caracteritza pels fluxos de lava i dipòsits fragmentaris de les roques ígnies. El mont Okmok, caracteritzat per la seva caldera circular de 9,3 quilòmetres d'amplada, es troba en aquest sector de l'illa. Aquest sector central, bàsicament pla, té una altitud mitjana de 370 m sobre el nivell del mar, i a la vora de la caldera s'arriba als 1.073 metres. Després de la formació de la caldera es formaren nombrosos cons satèl·lits i doms de lava als flancs del volcà. A l'interior de la caldera hi ha un llac de cràter.
Al nord del mont Recheshnoi, a la vall de Geyser Creek hi ha fonts termals amb guèisers. El 1988 hi havia actius 5 guèisers que s'alçaven fins a 2 metres d'alçada i 9 fonts naturals que ho feien fins a 70 centímetres.

## Erupcions

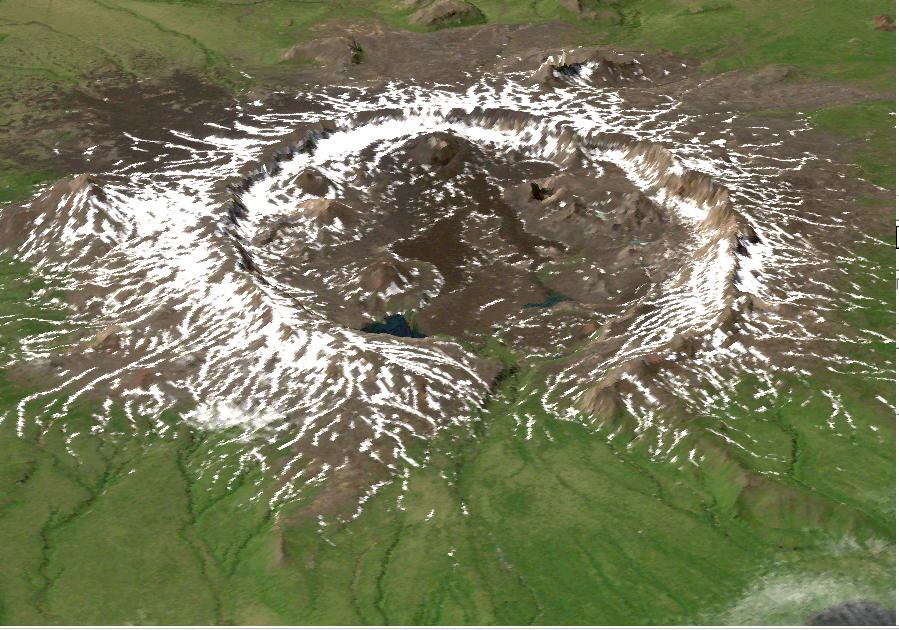
Volcà Okmok

El 12 de juliol de 2008 el mont Okmok va entrar en erupció durant diversos dies, llençant cendres i gasos que es van elevar fins a 15.000 metres d'altitud, les quals van provocar l'evacuació de Fort Glenn, una finca privada amb bestiar situada a l'illa. La cendra no va afectar Nikolski, però si va afectar les operacions de vol a l'aeroport de Dutch Harbor, així com d'altres zones del nord del Pacífic.
La caldera Okmok es va formar i modificar en dues grans erupcions ocorregudes fa 12.000 i 2.000 anys. Les observacions directes de l'activitat volcànica existeixen des de 1805, moment a partir del qual s'han documentat 16 erupcions, una cada 10 a 20 anys. L'erupció de 1817 va dipositar diversos metres de cendra i "escòria" al costat nord-est de la caldera i les cendres caient al damunt d'Unalaska. Les avingudes de material piroclàstic van destruir un poble al Cap de Tanak, a la costa nord-est de l'illa.

## Demografia
El 1941, quan Umnak fou emprada per establir-hi una base de defensa dels Estats Units, la població de la província constava de tan sols 50 aleutians. Al cens del 2000 la població de l'illa havia disminuït fins a les 39 persones. Sols es conserva una comunitat, Nikolski, que acull tota la població de l'illa. L'antiga base militar de Fort Glenn (1942-1947) va tenir un paper important durant les campanyes de la Guerra del Pacífic de la Segona Guerra Mundial.

## Galeria d'imatges

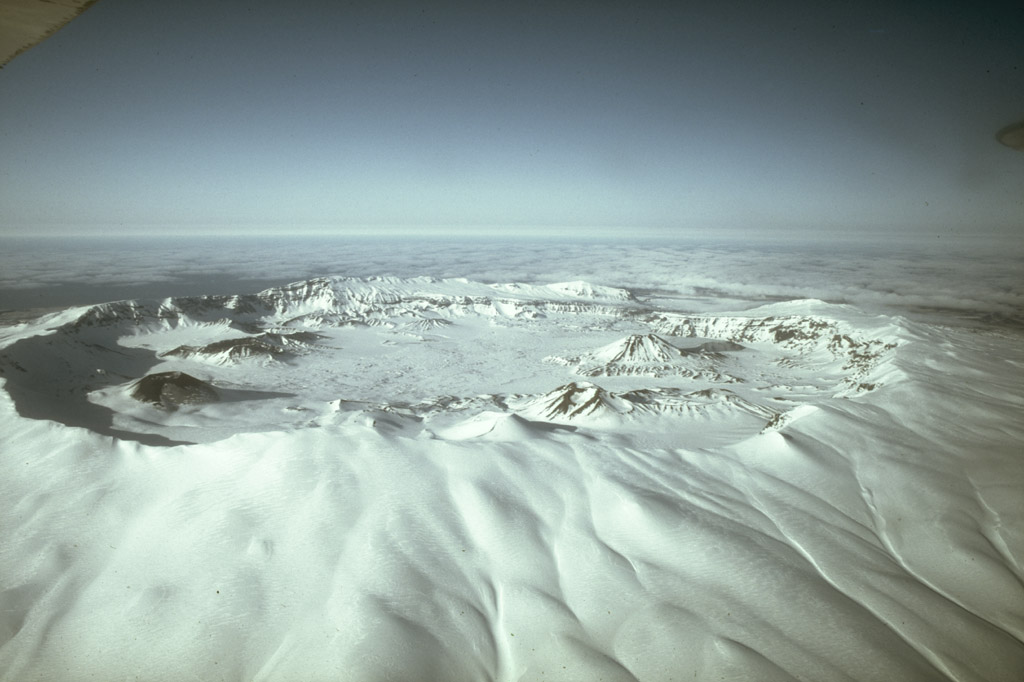
Mont Okmok
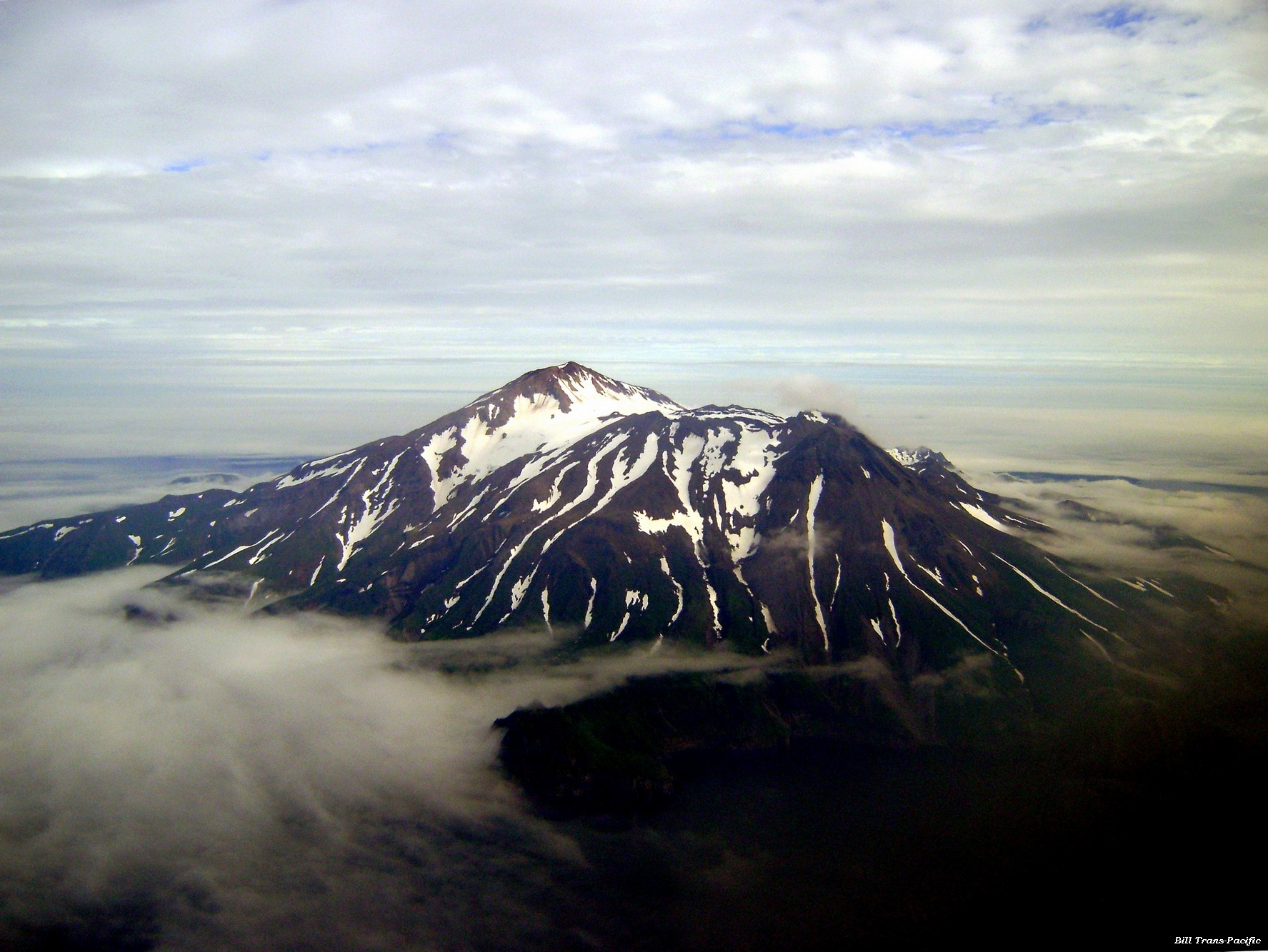
Mont Vsevidof
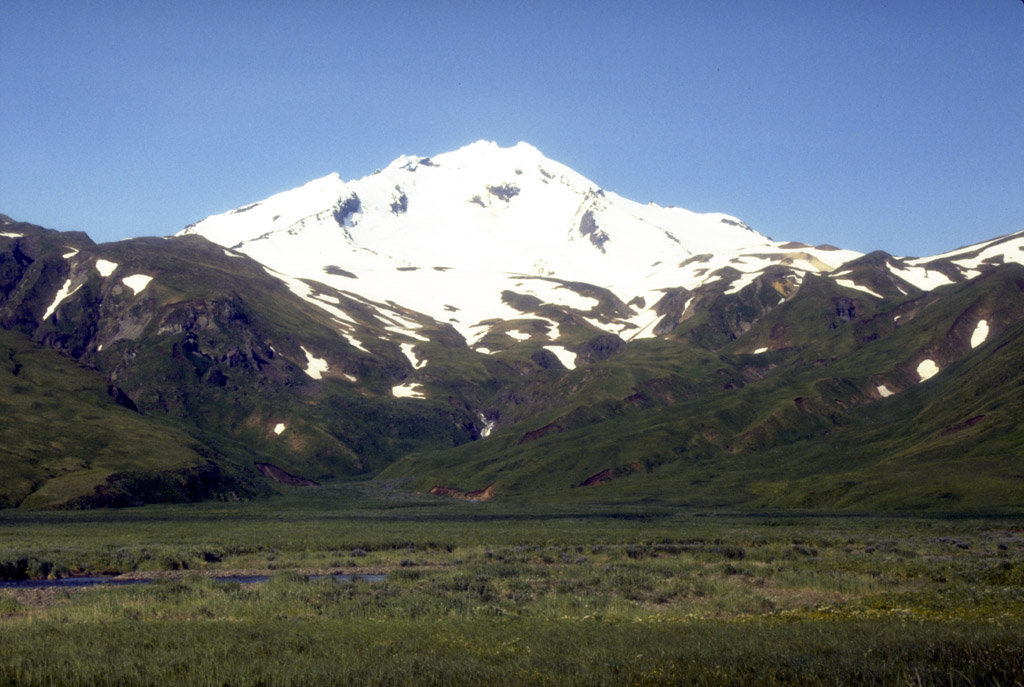
Mont Recheshnoi
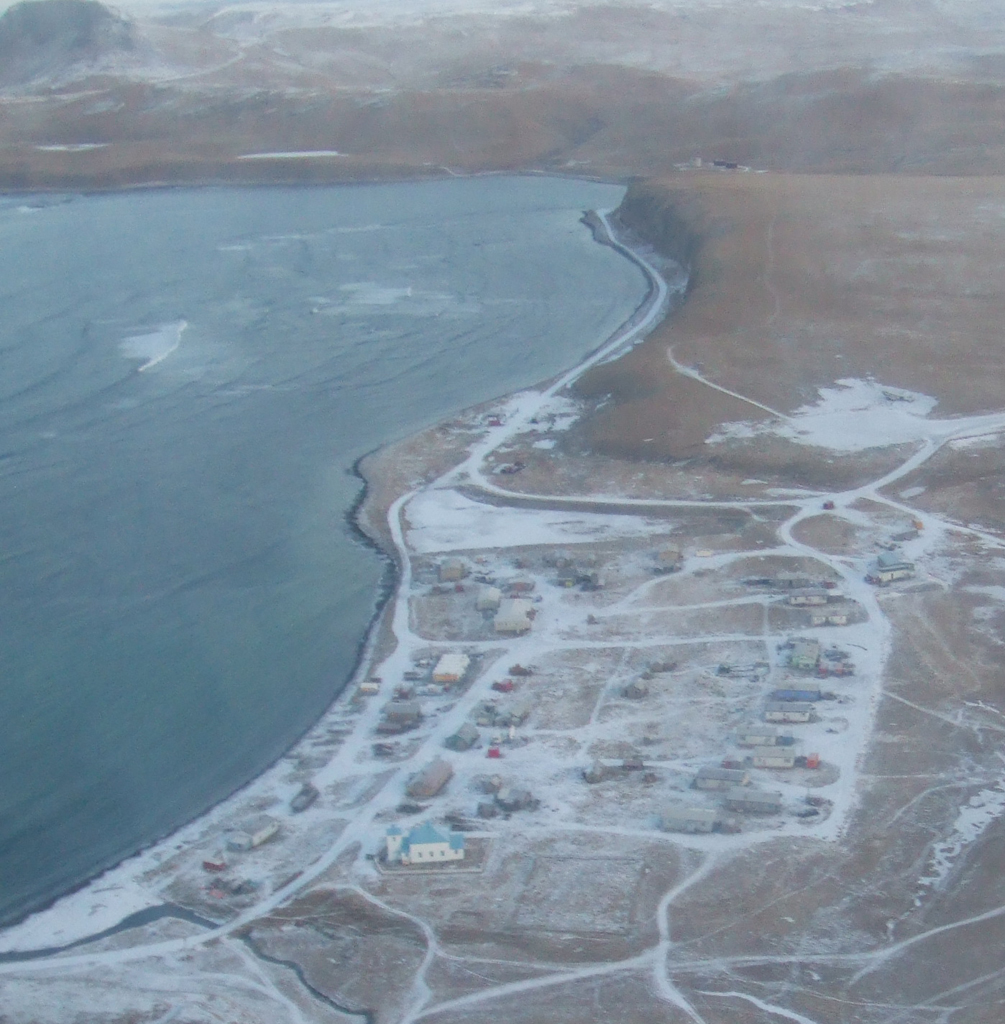
Nikolski